# Крок за кроком. Як ентузіазм і наполегливість ведуть до мети
Крок за кроком. Як ентузіазм і наполегливість ведуть до мети (англ. Grit by Angela Duckworth) — книжка психолога Анжели Дакворт, бестселер New York Times. Перша публікація книги датується 3 травня 2016 року. 

## Огляд книги
Анжелу Дакворт завжди хвилювало питання, яка сила спонукає людей важко та наполегливо працювати, тому вона узялася за вивчення психології в університеті Пенсильванії, де наразі працює професором.
У своїй книзі автор зачіпає тему професійного успіху, переконуючи, що досягти його може кожен навіть за відсутності таланту — будь-то спортсмен, студент, вихователь, бізнесмен. Секрет один — правильне співвідношення бажання та наполегливості. Цьому явищу Анжела дала назву «grit» — позитивна риса особистості, заснована на нестримному бажанні та завзятості в досягненні кінцевої мети.
Зазнавши слави відомого дослідника та професора, поєднавши ранні відкриття в науці, бізнес-консалтингу та неврології, вона висунула гіпотезу про те, що супутником успіху є не обдарованість, а наполеглива праця та нестримні прагнення.
Автор запрошує читача познайомитись з курсантами в перші дні у Вест Пойнті, вчителями, які працюють у найважчих школах, молодими учасниками конкурсу [National Spelling Bee], ділиться власним досвідом спілкування з Джемі Дімоном — виконавчим директором JP Morgan, редактором мультфільмів Бобом Манкофом та тренером Seattle Seahawks Пітом Керролом.
Серед найцінніших уроків можна виокремити наступні:
- чому будь-які зусилля зрештою враховується двічі в напрямку до цілі;
- досягнути розуміння формули «наполегливість + бажання», не зважаючи на рівень IQ або існуючі обставини;
- підтримувати постійний інтерес до життя;
- теплі обійми чи високі стандарти для дитини;
- магія правила «Hard Thing Rule»[1].

## Переклад українською
- Дакворт, Анжела. Крок за кроком. Як ентузіазм і наполегливість ведуть до мети / пер. Ольга Захарченко. К.: Наш Формат, 2018. — 312 с. — ISBN 978-617-7388-76-9